# Praslin (Aube)

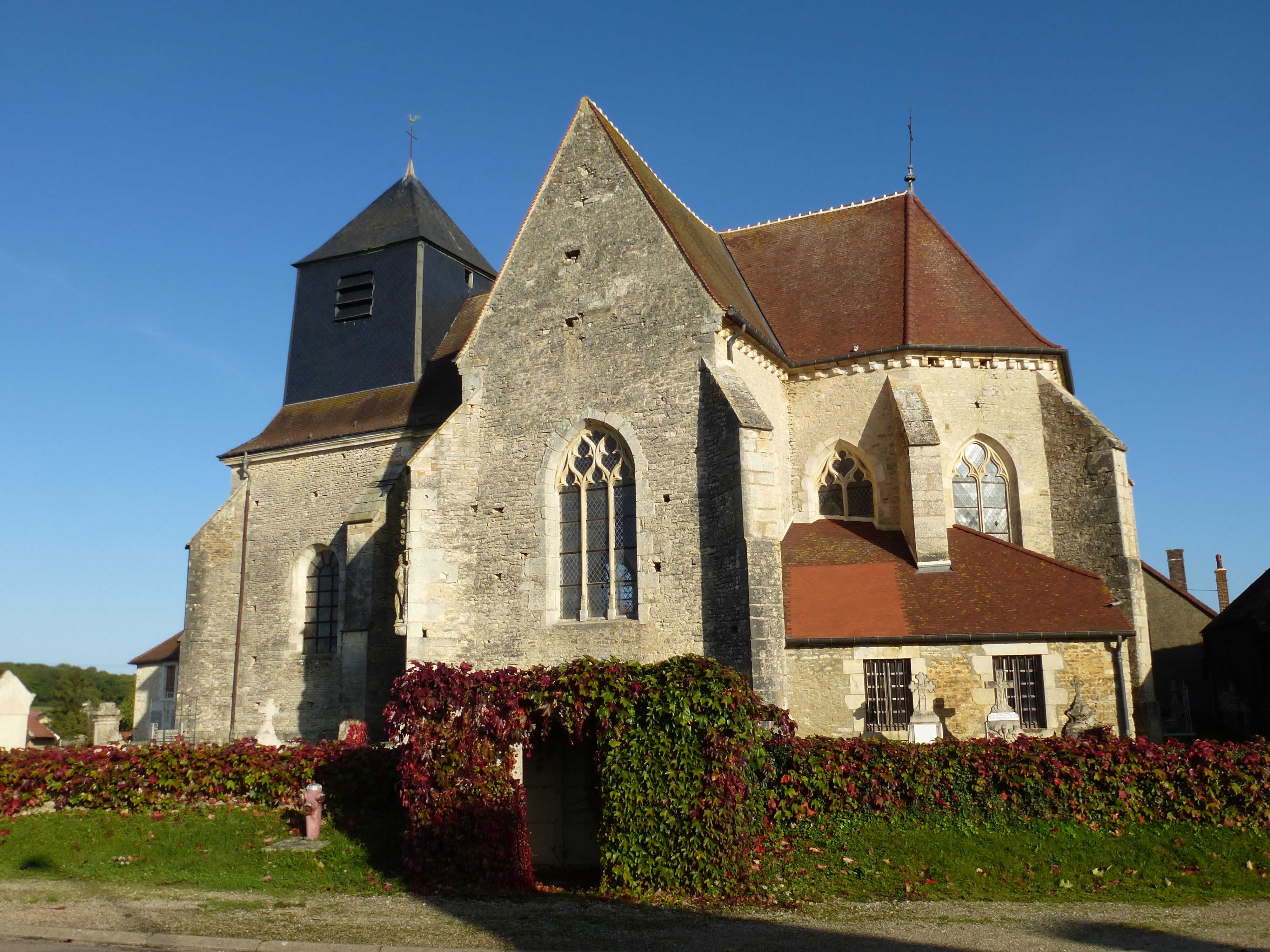
Kirche Saint-Parres aus dem 16. Jahrhundert, Monument historique

Praslin ist eine französische Gemeinde mit 91 Einwohnern (Stand: 1. Januar 2022) im Département Aube in der Region Grand Est; sie gehört zum Arrondissement Troyes, zum Kanton Les Riceys und zum Gemeindeverband Chaourçois.
Das Gemeindegebiet wird vom Flüsschen Marve durchquert.

## Geschichte
Erstmals wird das Dorf am Ende des 11. Jahrhunderts in einer Schenkungsurkunde erwähnt, in der ein Sieur Ancher II. und die Dame Bellez de Praslin ihren jeweiligen Anteil an dem Allod Praslin an die Abtei Molesme abtraten.
Im 13. Jahrhundert kam das Dorf an die Herren de Plancy.
Bei einer Feststellung der kommunalen Vermögenswerte aus dem Jahre 1640 werden unter anderem 200 Arpents Wald aufgeführt.
Im Jahre 1789 unterstand es der Verwaltung von Châlons und der Bailliage von Troyes. Politisch gehörte es zum Wahlbezirk von Bar-sur-Aube.
Während des Zweiten Weltkrieges wurde das Dorf von der deutschen Luftwaffe bombardiert. Dabei wurden mehrere Gebäude zerstört und etwa zehn Personen getötet.

### Bevölkerungsentwicklung
| Jahr                       | 1962 | 1968 | 1975 | 1982 | 1990 | 1999 | 2006 | 2016 |
| Einwohner                  | 102  | 84   | 81   | 59   | 60   | 63   | 62   | 86   |
| Quellen: Cassini und INSEE |      |      |      |      |      |      |      |      |

Die Bevölkerungszahl des Ortes ging seit der ersten Erhebung im Jahre 1793 kontinuierlich zurück. Gab es in diesem Jahr noch 325 Bewohner, lag die Einwohnerzahl 1982 bei nur noch 59 Einwohnern. Im Jahre 2014 hatte der Ort wieder 87 Bewohner.

## Schloss
Erstmals wurde im Jahre 1250 eine Burg als Domus fortis (eventuell handelte es sich um eine steinerne Motte) im Besitz des Jacques de Plancy erwähnt.
1690 wird es als ständiger Wohnsitz des François de Choiseul, seigneur de Praslin, genannt.
Im Zuge der Französischen Revolution wurde das Schloss konfisziert und sollte zu Gunsten des Volksvermögens verkauft werden. Der genaue Verlauf dieser Angelegenheit ist nicht mehr bekannt, fest steht jedoch, dass es am 21 brumaire An III (21. Oktober 1794) „demoliert“ (wahrscheinlich angezündet) wurde. Die Reste wurden abgetragen, es ist nichts mehr vorhanden, ausgenommen eine flache Erhebung von 8.000 m² Fläche in der Ortsmitte an der Rue du Four mit massiven Grundmauerresten.
Als bemerkenswerte Relikte der Vergangenheit  sind an der Wand eines Gebäudes am Dorfplatz noch die Wappen der Familien de Plessis und de Choiseul zu finden.
Bei Nachforschungen im 19. Jahrhundert wurde in den vorhandenen Resten der Kellergewölbe eine illegale Münzwerkstätte entdeckt. Sie stammte aus der Zeit von Henri III. Die gefundenen Münzen wiesen die Jahreszahlen 1580 und 1581 auf.

## Persönlichkeiten
Charles de Choiseul, marquis de Praslin (1563–1626), Capitaine-lieutenant der Leibwache von König Henri IV.